# Yeïta
La yeïta és un mineral de la classe dels elements natius.

## Característiques
La yeïta és un silicur de fórmula química TiSi. És una espècie químicament similar a la zhiqinita. Va ser aprovada com a espècie vàlida per l'Associació Mineralògica Internacional l'any 2022, i publicada a finals de l'any següent. Cristal·litza en el sistema ortoròmbic.
L'exemplar que va servir per a determinar l'espècie, el que es coneix com a material tipus, es troba conservat a les col·leccions mineralògiques de la Universitat de Milà, amb el número de registre: mcmgpg-h2021-002.

## Formació i jaciments
Va ser descoberta al mont Carmel, que està situat dins el districte de Haifa, a Israel, sent aquest indret l'únic a tot el planeta on ha estat descrita aquesta espècie mineral.